# Alternaria solani
Espèce
Alternaria solani est un champignon phytopathogène de la famille des Pleosporaceae présent dans les régions tempérées et tropicales de l'Ancien et du Nouveau monde, provoquant chez les plantes de la famille des Solanaceae, notamment la tomate et la  pomme de terre, mais aussi le piment et l'aubergine, une maladie appelée « alternariose » ou « brûlure alternarienne ».

## Symptômes
La maladie se manifeste par de nombreux symptômes à tous les stades de croissance de la plante. On peut voir apparaître sur les feuilles, en premier celles de la base de la plante, des taches noires circulaires, dans lesquelles sont visibles des cercles concentriques. Ces lésions entraînent à la longue la défoliation de la plante. Les tiges et les fruits sont également atteints. Les graines infectées par la maladie peuvent subir une fonte des semis au moment de la germination.

## Moyens de lutte
La lutte contre cette maladie passe par diverses méthodes : le recours aux fongicides, notamment l'azoxystrobine, le manèbe, le bicarbonate de potassium, le peroxyde d'hydrogène,  la lutte biologique à l'aide de l'agent Bacillus subtilis.
Des mesures de préventions consistent principalement à observer une rotation de manière que les cultures de Solanées respectent un intervalle de trois ans sur la même parcelle, et à veiller à une bonne aération des plantations (intervalle entre les rangs). Il est également possible de sélectionner des cultivars résistants à cette maladie.